# Luigi Mantovani
Pour les articles homonymes, voir Mantovani.

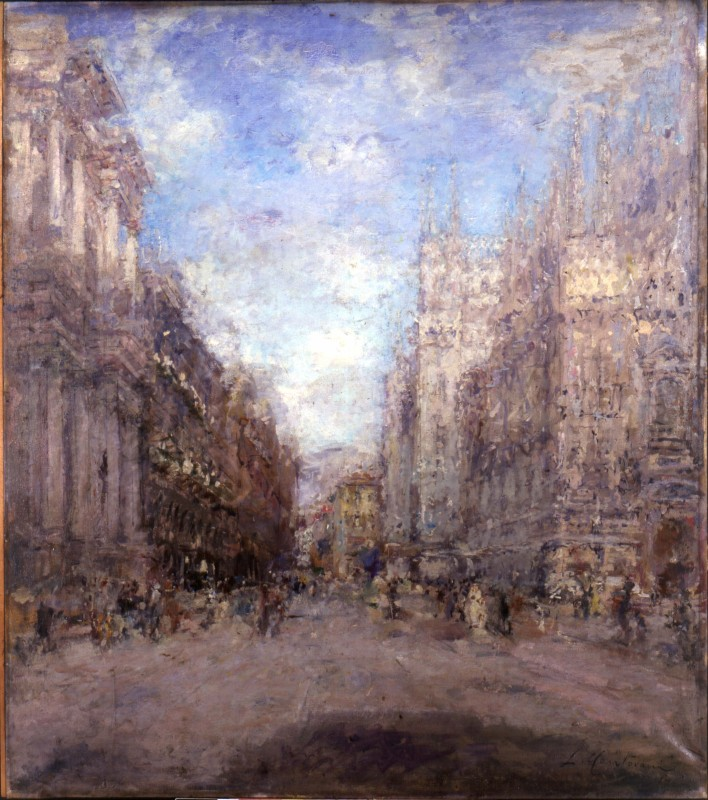
Corso Vittorio Emanuele a Milano, 1924 (collections d'Art de la Fondazione Cariplo)

Luigi Mantovani, né le 28 mai 1880 à Milan et mort le 25 septembre 1957 dans la même ville, est un peintre italien.

## Biographie
Luigi Mantovani naît en 1880 à Milan.
Encouragé dans ses études artistiques par son père Giuseppe qui était graveur, il s'inscrit à l'Académie de Brera , en 1896,et devient élève de  Giuseppe Mentessi, Vespasien Bignami et Cesare Tallone.
Il a fait ses débuts à la 4e Esposizione Triennale di Brera en 1900 avec deux études de paysage et a commencé à participer régulièrement aux expositions de la Famiglia Artistica Milanese et de la Società per le Belle Arti ed Esposizione Permanente, s'établissant sur la scène artistique en 1906 grâce à sa participation à l'Esposizione Internazionale di Milano. Dès les années 1920, il se distingue comme protagoniste dans les coteries culturelles milanaises, étant l'une des figures de proue de l'Associazione degli Acquarellisti Lombardi et de la Famiglia Artistica Milanese, et il reçoit une médaille d'or à l'exposition consacrée au paysage lombard en 1926. Dès le début, ses paysages urbains et ses paysages se caractérisent par des coups de pinceau cassés et une palette légère et transparente, qui allait devenir sa signature. Dans les années 1940, lorsqu'il reprend la peinture après la longue pause due à la Seconde Guerre mondiale, il reprend son répertoire de vues milanaises et vénitiennes, devenu répétitif et conventionnel, en utilisant une technique picturale plus lâche et plus fluide. 
Il meurt en 1957.